# Škoda 13Ev
Škoda 13Ev je třívozová dvoupodlažní netrakční jednotka (push-pull souprava) vyráběná v letech 2020–2021 firmou Škoda Vagonka. Celkem bylo vyrobeno 5 kusů těchto souprav skládajících se z řídicího vozu řady ABfbdmteeo396, vloženého vozu řady Bdmteeo297 a koncového vozu řady Bdmteeo298.

## Historie
Začátkem roku 2018 vypsaly České dráhy ve spolupráci s Moravskoslezským krajem výběrové řízení na dodávku až pěti netrakčních push-pull jednotek pro provoz na trati z Ostravy do Frýdlantu nad Ostravicí a Frenštátu pod Radhoštěm. Tuto trať bylo v plánu v horizontu sedmi až deseti let od vypsání výběrového řízení na nové soupravy elektrizovat. Soupravy tak mají být zpočátku provozovány s motorovou lokomotivou a po elektrizaci tratě s lokomotivou elektrickou. Nebude tedy nutno měnit celé soupravy, ale pouze hnací vozidlo. Součástí kontraktu byl i servis souprav na osm let. V březnu 2019 byla podepsána smlouva mezi Českými drahami a konsorciem Škody Transportation a Škody Vagonky na nákup pěti třívozových částečně nízkopodlažních dvoupodlažních push-pull souprav. Soupravy vycházejí z push-pul souprav dodaných do Německa v roce 2020. Podle původních plánů měly soupravy zasahovat do provozu od jara 2021 (první souprava už v roce 2020). Z důvodu pandemie covidu-19 ale došlo ke zpoždění ve výrobě. První souprava tak byla dokončena v březnu 2021, načež zamířila na zkoušky softwaru do Plzně. O měsíc později pak byly zahájeny na zkušebním okruhu v Cerhenicích testy v rámci schvalovacího procesu. V září 2021 proběhly první jízdní zkoušky na síti Správy železnic.
Pro provoz s těmito soupravami bylo upraveno 6 lokomotiv řady 750.7. Úprava spočívá zejména v dosazení informačního panelu na stanoviště strojvedoucího a úpravě systému vzdáleného řízení. Tyto úpravy provedla firma CZ LOKO, přičemž první dvě lokomotivy byly uvedeny do provozu v září 2020.
V polovině ledna 2022 se projevilo nestandardní chování bezpečnostních prvků, kdy za jistých podmínek mohl vlak odjet s otevřenými dveřmi; k újmě na zdraví nedošlo. Po odstranění chyby v komunikaci na straně lokomotivy byly jednotky začátkem února vráceny do provozu.

## Popis
Souprava je třívozová, dvoupodlažní a částečně nízkopodlažní. Konstrukčně je odvozena od souprav NIM Express pro Deutsche Bahn; podstatným rozdílem v konstrukci skříně je přizpůsobení jiné výšce nástupiště (550 mm oproti německým 760 mm). Skládá se z řídicího vozu řady ABfbdmteeo396, vloženého vozu řady Bdmteeo297 a koncového vozu řady Bdmteeo298, jehož čelo, které je určeno pro spojení s lokomotivou, je řešeno jako neprůchozí. Řídicí vozy jsou číslovány v intervalu 86-72 001 – 86-72 005, vložené vozy 26-72 101 – 26-72 105 a koncové vozy 26-72 201 – 26-72 205.
Prostor pro cestující je klimatizován, je vybaven zásuvkami na 230 V a USB porty pro nabíjení drobné elektroniky. Souprava nabízí prostor pro přepravu až 30 jízdních kol, 6 kočárků, 4 invalidních vozíků a 30 párů lyží. V soupravě se nachází 5 WC, z nichž jedno je uzpůsobeno pro cestující na invalidní vozíku a obsahuje přebalovací pult. V řídicím voze jsou jedny dveře vybaveny akustickým majákem a dálkovým ovládáním na vysílačku pro nevidomé. Informační systém zahrnuje LCD monitory, prodejní terminály a označovače jízdenek integrovaného dopravního systému Moravskoslezského kraje.
Řídicí vůz je vybaven evropským zabezpečovačem ETCS. S hnacím vozidlem jednotka komunikuje pomocí protokolu WTB (Wire Train Bus) dle vyhlášek UIC.

## Provoz

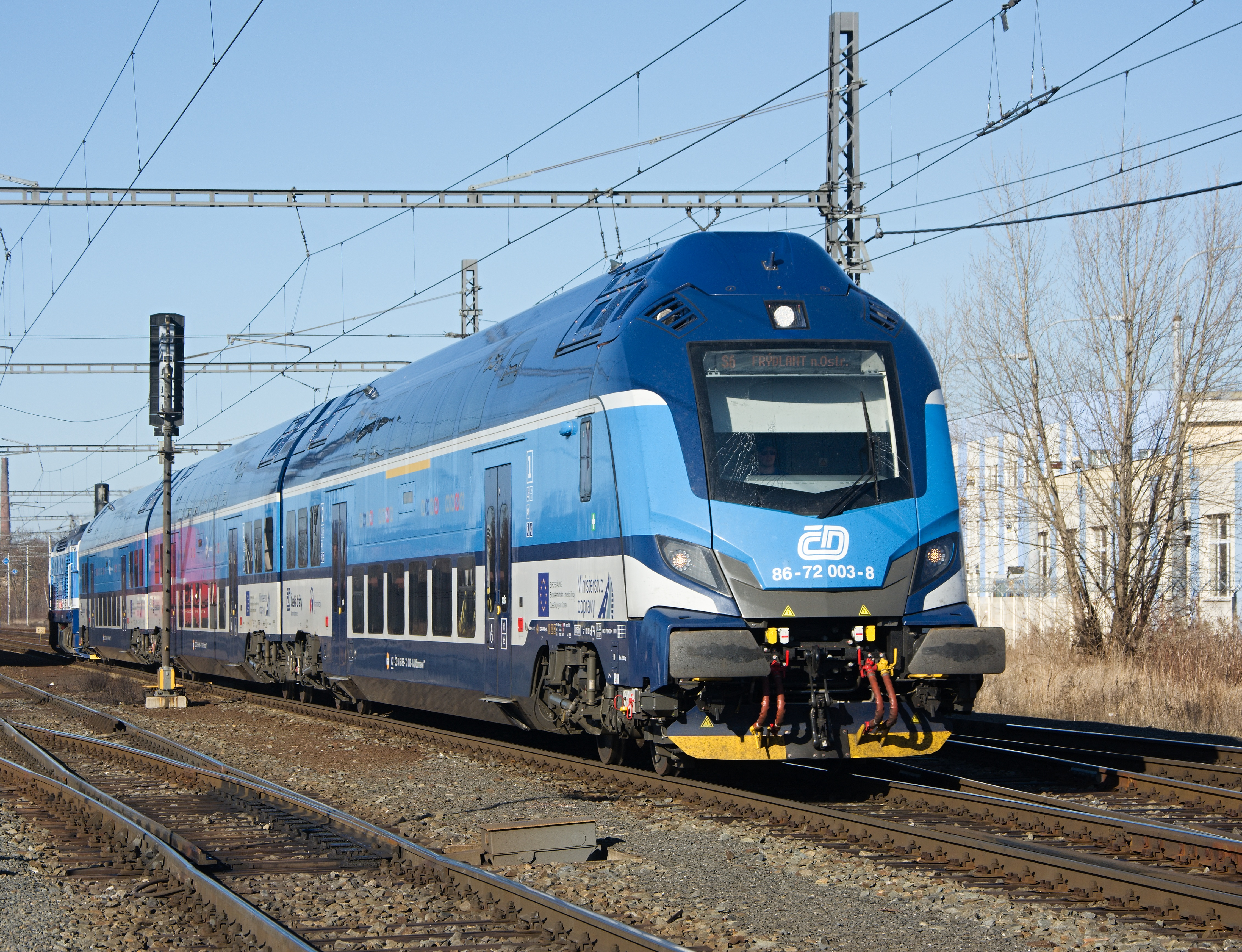
Jednotka na pravidelném vlaku mezi Ostravou a Frýdlantem nad Ostravicí

Soupravy jsou určeny pro dopravu na lince S6 Ostrava – Frenštát pod Radhoštěm na trati Ostrava – Valašské Meziříčí. Podle původních plánů měly být zařazeny do provozu na jaře 2021, kvůli zpoždění ve výrobě k tomu došlo až s novým jízdním řádem, který vešel v platnost 12. prosince 2021. Provoz linky S6 byl do roku 2023 zadán Českým drahám formou přímého zadání a u nich budou vedeny speciálně upravenými motorovými lokomotivami řady 750.7. Na období od roku 2023 do roku 2027 vzejde dopravce pro tuto linku z veřejné soutěže. V případě, že zakázku nezískají České dráhy, bude nový dopravce z důvodu evropských dotací povinen soupravy od Českých drah odkoupit.

## Nehody
Dne 10. srpna 2022 došlo na železničním přejezdu ve Frýdku-Místku ke střetu jednotky 002 s nákladním automobilem. Při nehodě byly poškozeny všechny tři vozy jednotky i lokomotiva. Jednotka se po opravě u výrobce vrátila do provozu 23. května 2023.